# Ханс Хайнрих XI фон Хохберг
Ханс Хайнрих XI фон Хохберг (на немски: Hans Heinrich XI, Graf von Hochberg, Fürst von Pleß, Freiherr von Fürstenstein; * 10 септември 1833, Берлин; † 14 август 1907, дворец Албрехтсберг, Дрезден) е херцог, 2. княз на Княжетсво Плес (1855 – 1907), граф фон Хохберг, фрайхер на Фюрстенщайн (Бавария), миньорски индустриалец и пруски генерал на кавалерията. От 1905 г. той е също херцог на Плес.

## Биография
Той е големият син на Ханс Хайнрих X фон Хохберг (1806 – 1855), 1. княз на Плес, граф фон Хохберг, и Ида фон Щехов (1811 – 1843), дъщеря на Фридрих Лудвиг Вилхелм фон Щехов (1771 – 1832/1859) и фрайин Каролина фон дер Реке (1772 – 1835). Внук е на граф Ханс Хайнрих VI фон Хохберг, фрайхер фон Фюрстенщайн (1768 – 1833) и принцеса Анна Емилия фон Анхалт-Кьотен-Плес (1770 – 1830), наследничка на господството Плес/Пшчина.
Баща му се жени втори път 1848 г. за Аделхайд фон Щехов (1807 – 1868), вдовица на Ернст Карл фон дер Декен, по-голямата сестра на майка му Ида.
През 1905 г. Ханс Хайнрих е издигнат на херцог фон Плес от кайзер Вилхелм II. От 1873 до 1875 г. си пострроява палат на Вилхелмщрасе 78 в Берлин, до имперската канцелария на Ото фон Бисмарк. Той отглежда животни.
Ханс Хайнрих XI фон Хохберг умира на 73 години на 14 август 1907 г. в дворец Албрехтсберг в Дрезден. През 1919 г. княжеството Плес според Версайския мирен договор попада към Полша, но собствеността и дворецът остават до 1945 г. собственост на фамилията Хохберг-Фюрстенщайн.

## Фамилия
Първи брак: на 15 януари 1857 г. в Цютцен с Мария фон Клайст (* 1 декември 1828; † 17 януари 1883, Плес), дъщеря на граф Едуард фон Клайст, фрайхер цу Зютцен (1795 – 1852) и графиня Луиза фон Хохберг, фрайин цу Фюрстенщайн (1804 – 1851). Те имат децата:
- Ханс Хайнрих XV фон Хохберг (* 23 април 1861, Плес; † 31 януари, Париж), 3. княт на Плес, граф на Хохберг, женен I. на 8 декември 1891 г. (развод 1922) в Лондон за Мари Тереза (Деси) Корнуел-Вест (* 28 юни 1873, замък Рутин; † 29 юни 1943, Валденбург), II. на 25 януари 1925 г. (развод 5 март 1934) в Лондон за Клотилда де Силва и Гонзалез де Кандамо (* 19 август 1898, Амстенраде; † 12 декември 1978, Мюнхен)
- Луиза фон Хохберг, фрайин фон Фюрстенщайн (* 29 юли 1863, Плес; † 7 май 1938, Кличдорф), омъжена на 10 септември 1881 г. във Фюрстенщайн за княз Фридрих фон Золмс-Барут (1853 – 1920)
- Конрад (* 21 март 1867; † 17 август 1934), граф фон Хохберг, фрайхер цу Фюрстенщайн, неженен
- Фридрих (* 3 май 1868; † 16 септември 1921), граф фон Хохберг, фрайхер цу Фюрстенщайн, женен на 24 януари 1905 г. (развод) за Каролина Бурке Роше (* 1857; † 8 ноември 1940)

Втори брак: с бургграфиня и графиня Матилда Урсула цу Дона-Шлобитен (* 20 август 1861, Кантен; † 15 януари 1943, Фестенберг), дъщеря на бургграф и граф Емануел Алойзиус цу Дона-Шлобитен (1809 – 1888) и графиня Вилхелмина Финк фон Финкенщай (1827 – 1895). Те имат децата:
- Вилхелм Болко Емануел (* 15 декември 1886, Плес; † 24 май 1934, Дамбрау, Силезия), граф фон Хохберг, фрайхер цу Фюрстенщайн, женен на 21 юни 1909 г. в Берлин за Аннемари фон Арним (* 6 октомври 1886, Кривен; † 1 ноември 1984, Линдау)
- Анна фон Хохберг, фрайин цу Фюрстенщайн (* 24 февруари 1888, Плес; † 13 ноември 1966, Залцбург), омъжена 29 март 1913 г. в Плес за граф Херман Франц фон Золмс-Барут (* 11 октомври 1888; † 7 май 1961), син на княз Фридрих фон Золмс-Барут (1853 – 1920) и Луиза фон Хохберг, фрайин фон Фюрстенщайн (1863 – 1938)

## Галерия
- Княз Ханс Хайнрих XI фон Плес
- Княз Ханс Хайнрих XI фон Плес, 1870
- Палатът му в Берлин